# Ann Gomér
Ann-Charlotte Gomér, född 20 augusti 1965, är en svensk författare, förläggare samt läromedels- och filmproducent och driver läromedelsförlaget Bona Signum AB. Hon gjorde debut 2011 med boken Moas jul och har sedan dess givit ut drygt trettio titlar. Framför allt lättlästa böcker för personer med funktionsnedsättningar, lässvaga barn och för vuxna i behov av lättlästa texter. Gomér har också givit ut filmer om och för barn med funktionshinder. 2015 fick hon utmärkelsen 2015 års utmärkelse "Most outstanding books for young people with disabilities" av IBBY International för boken Moa åker på läger. Samma år blev hon även kulturstipendiat i Landskrona kommun.
2023 vann Ann Gomér Lättlästpriset av Studieförbundet vuxenskolan för sin bok Rockfesten, utgiven på LL-förlaget.  

## Filmer i urval
- Tore får en tröja (2015)
- Boel får en boll (2015)
- Vera hela dagen (2015)
- Filmerna om Mia och Jan (2014)
- Filmerna om Moa (2014)